# Polyscias murrayi
el cedro lápiz (Polyscias murrayi) es una especie de planta fanerógama perteneciente a la familia de las araliáceas.

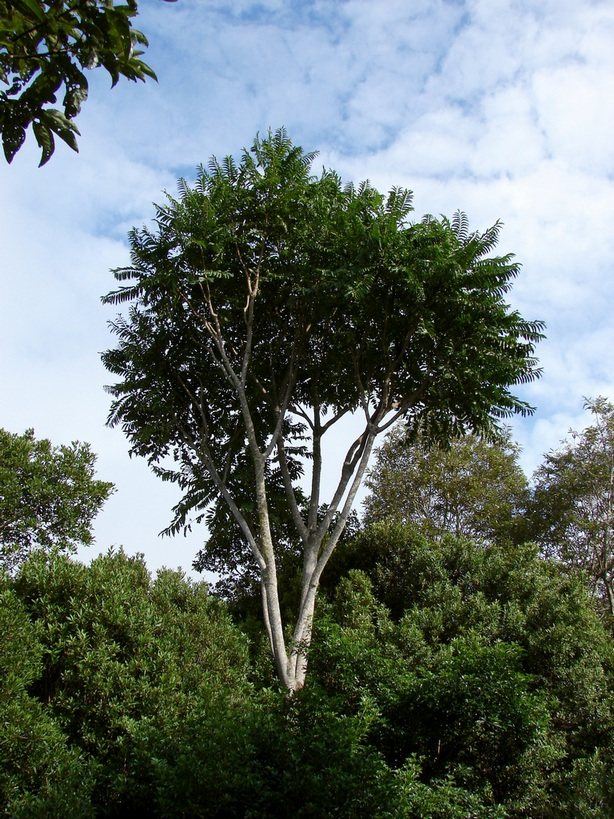
Vista del árbol

## Distribución y hábitat
Es una especie de árbol muy común del bosque lluvioso del este de Australia. Crece como una especie secundaria de regeneración en áreas disturbadas del bosque, con frecuencia en laderas. El árbol es identificable por el tronco cilíndrico; su formación abrupta en muchas ramas, y por llevar una copa oscura muy atractiva.
Otros nombres comunes incluyen Árbol paraguas (Umbrella Tree), Basswood blanco (White Basswood) y palo lápiz (Pencilwood).  El rango de su distribución natural es desde la frontera del estado de Victoria (37° S), y Nueva Gales del Sur hasta Atherton, Queensland (17° S). También crece en Nueva Guinea.

## Descripción
Es un árbol de talla mediana, que crece a una altura de 25 metros y un diámetro de 50 cm de alto. No tiene ramas en el extremo del tronco principal, entonces se desarrolla una copa con muchas ramas. El tronco cilíndrico es mayormente liso, grisáceo o café. La base del árbol no está rebordeada, estriada o ensanchada.
Las hojas son alternadas a pinnadas con 8 a 30 foliolos. Opuestas en el tallo de la hoja, enteras o dentadas, ovadas y lanceoladas, de 8 a 15 cm de largo. Sin embargo, las hojas pueden ser mucho más grandes en los árboles jóvenes. Los tallos de las hojas miden hasta 120 cm de largo, los tallos de los foliolos de 3 a 8 mm de largo. Entre cada par de foliolos en el tallo de la hoja, una glándula puede ser vista. La vena central es blanca o verde pálido, levantada en el envés. La nervadura de la hoja es más fácil en el haz.
Flores cremosas se forman sobre tallos en umbelas en los meses de febrero a marzo. El fruto es una drupa azul, usualmente con dos lóbulos, a veces tres. El fruto madura de abril a junio. La germinación de la semilla fresca es lenta.
El fruto es comido por varias aves, incluyendo la tórtola cuco parda, el melífago de Lewin, el tilopo reina, el pergolero satinado y tilopo soberbio.

## Usos
Polyscias murrayi es útil para la regeneración del bosque y se cultiva en viveros para ese fin, provee sombra a los árboles más jóvenes de otras especies en el bosque. También es un atractivo árbol ornamental.

## Taxonomía
Polyscias murrayi fue descrita por (F.Muell.) Harms y publicado en Summa Plantarum, . . . 6: 16. 1792.
Sinonimia
- Panax murrayi F.Muell., Fragm. 2: 106 (1860).
- Nothopanax murrayi (F.Muell.) Seem., Fl. Vit.: 114 (1866).
- Tieghemopanax murrayi (F.Muell.) R.Vig., Bull. Soc. Bot. France 52: 310 (1905).[3]